# Польское неврологическое общество
Польское неврологическое общество (пол. Polskie Towarzystwo Neurologiczne) — польское научное общество, основанное в 1933 году.
Согласно Уставу, целью Общества является поддержка развития неврологии и смежных отраслей науки; представление польской неврологии в стране и за рубежом; распространение научных достижений среди неврологов и врачей других специальностей; участие в подготовке медицинских специалистов в области заболеваний нервной системы.
Общество организует научные конференции, совещания, а также конкурсы для разработки важнейших вопросов в области неврологии и присуждает награды за научные достижения; сотрудничает с Министерством здравоохранения Польши и с Польской академией наук в области неврологии, а также с национальными и зарубежными научными организациями и объединениями; готовит экспертные заключения по научным, организационным и профессиональным вопросам, связанным с неврологией.
В состав Общества входят 16 территориальных филиалов, объединяющих около 1600 членов.
Общество активно сотрудничает с профильными международными организациями, является членом Всемирной федерации неврологии (англ. World Federation of Neurology).
Обществом издаются научные журналы, публикации которых предназначены для расширения практических знаний в области неврологии и нейрохирургии.
Председателем Общества является доктор медицинских наук, профессор Jarosław Sławek.
Актуальная информация о деятельности Общества публикуется на сайте www.ptneuro.pl.